# Simplice de Vienne
Pour les articles homonymes, voir Simplice.
Simplice ou Simplide est un évêque de Vienne de la fin du IVe siècle et du début du Ve siècle. Il est considéré comme saint de l'Église catholique romaine.

## Biographie
Simplice (Simplicius), que l'on trouve également sous les formes Simplide ou Simplides, est connu à travers le Catalogue des évêques de Vienne produit par l'évêque Adon de Vienne (799-875), dans sa Chronique,,.
Adon situe ce dixième évêque de Vienne vers la fin du IIIe siècle,, :

« Quo tempore Viennensis episcopus Simplides mirae sanctitatis floruit. Permansit autem usque ad imperatoris Cari tempora.

À cette époque Simplides, évêque de Vienne, brilla par sa sainteté admirable. Et il resta dans sa charge jusqu'au règne de l'empereur Carus. »

— Adon, Chronique, VI, col. 89A,.
Selon cette mention, Adon place l'évêque Simplides sous les règnes des empereurs d'Aurélien (septembre 270-septembre 275), Marcus Claudius Tacite (septembre 275-juin 276), Florien (juin 276-septembre 276), jusqu'à Carus (septembre 282 - août 283). Il aurait été « martyrisé par les Allemands, en 282 », rapporte Ulysse Chevalier qui cite les Bollandistes. L'archevêque Léger, dans son Livre épiscopal, place également l'évêque entre 275 et 283. Après Adon, des auteurs ont placé un saint Simplice, au début du Ve siècle, que l'on retrouve notamment chez Chevalier. L'archevêque Léger indiquait, « embarrassé » (Lucas), qu'à Nicétas (14e évêque) succédait « le bienheureux évêque Simplicius, à qui le pape Zosime adresse une lettre, et qui, nous ignorons pourquoi, ne figure pas au catalogue [épiscopal] », puisqu'il le fait contemporain du pape , Lucas souligne que l'archevêque « [met] ainsi le doigt sur la méprise du faussaire des privilèges de l’Église de Vienne que nous avons signalée à propos de Simplides. » Ce second évêque serait ainsi contemporain du pape Zosime (417‑418). Il aurait ainsi reçu vers 417, une lettre du pape Zosime. Deux lettres sont mentionnées notamment dans le Regeste dauphinois (1912),.
Selon l'abbé et historien Louis Duchesne (1894), Simplice est attesté en signant au concile de Turin, à la fin du IVe siècle,. L'abbé Duchesne (1894) avançait pour année de ce synode vers l'an 400, tandis que Gérard Lucas (2018) donne l'année 398. Au cours de ce concile, il fait valoir ses droits d'évêque métropolitain.
Sur les confusions entre Simplide et Simplice, l'abbé Duchesne indique en note que les documents qu'il utilise « attestent la forme Simplicius, dont le Simplides d'Adon n'est évidemment qu'une corruption ». La lettre appartiendrait aux documents dits faux privilèges, dans lesquels « l’auteur […] a confondu Simplides avec un nommé Simplicius de l'Église d'Arles […] »
Adon indique que le prélat « brilla par sa sainteté admirable ». Grégoire de Tours (538/539-594) cite un auteur contemporain, Paulin, qui aurait fait un éloge de Simplice, le considérant comme « l'un des plus dignes évêques de son temps » (Duchesne).
Il figure dans le Martyrologe d'Adon au 11 février,, repris d'ailleurs par les Bollandistes.